# فرانسوا دوگائر
فرانسوا دوگائر (فرانسوی: François Dogaer‎; ۶ ژوئن ۱۸۹۷ – ۱۹۷۰) بازیکن فوتبال اهل بلژیک بود.
از باشگاه‌هایی که در آن بازی کرده‌است می‌توان به باشگاه فوتبال مشلان اشاره کرد.
وی همچنین در تیم ملی فوتبال بلژیک بازی کرده‌است.